# Chevrolet Series F
Chevrolet Series F – samochód osobowy wyprodukowany pod amerykańską marką Chevrolet w latach 1917 roku.

## Dane techniczne
- Pojemność: 2,8l
- Moc: 24 KM
- Liczba cylindrów: 4